# Annibale Bergonzoli
Annibale Bergonzoli, né le 1er novembre 1884 et mort le 31 juillet 1973 à Cannobio, est un général de corps d'armée italien durant la Guerre d'Espagne et la Seconde Guerre mondiale. Surnommé « barba elettrica » en français : « barbe électrique », il est le commandant de la place de Bardia en Libye après la courte offensive lancée par les Italiens en septembre 1940 en territoire égyptien, sous les ordres de Rodolfo Graziani. En décembre 1940, les Britanniques lancent l'opération Compass, menée par le général Richard O'Connor, reprennent Bardia lors de la bataille de Bardia et forcent les Italiens à se replier en Cyrénaïque (Libye italienne). Bergonzoli continue à assumer le commandement du XXIIIe corps italien au sein de la 10e armée italienne pendant la retraite. En février 1941, après le désastre de Beda Fomm, Bergonzoli se rend aux troupes australiennes de la 6e division australienne. Il est détenu comme prisonnier de guerre par les forces alliées, en Inde puis aux États-Unis, avant d'être libéré et de rentrer en Italie. Bergonzoli rentre dans sa ville natale où il meurt en 1973.

## Commandements
- 1928- 78e régiment Toscana
- 6e régiment Aosta
- École des officiers de réserve de Palerme
- 1935- 2e brigade rapide Emanuele Filiberto Testa di Ferro
- 1937-1939 4e division d'infanterie Littorio (Guerre d'Espagne)
- 1939-1940 133e division blindée Littorio (France, Bataille des Alpes)
- 1940-1941 XXIIIe corps (Guerre du désert).
- 1941-1946 Prisonnier de guerre